# The Talent Project
The Talent Project is een Nederlands televisieprogramma dat uitgezonden werd door RTL 4. Het programma werd in januari 2018 aangekondigd en vanaf 21 september 2018 zes weken lang uitgezonden. Het programma wordt gepresenteerd door Johnny de Mol en Yolanthe Sneijder-Cabau.
Het programma is een talentenjacht, met een iets andere insteek dan andere talentenjachten. In plaats van een zoektocht naar de beste zangers, wordt in The Talent Project gezocht naar kandidaten die nog niet klaar zijn voor het grote podium, maar met behulp van coaching progressie moeten laten zien op diverse gebieden.

## Format
De show bestaat uit verschillende fases: Kleine Auditie, Academy en Grote Auditie. Al deze fases zijn per kandidaat in één aflevering van het programma te zien. Na vier afleveringen met voorrondes gaat een aantal kandidaten door naar de Halve Finale, waarna de beste kandidaten in de Finale strijden voor een geldbedrag van €50.000,- te gebruiken voor het opstarten van een zangcarrière.

### Kleine Auditie
Alle kandidaten doen voor de eerste keer auditie in een ruimte voor de jury, bestaande uit Caro Emerald, Chantal Janzen en Roel van Velzen . Ze zingen een a capella nummer en worden vervolgens door de drie juryleden beoordeeld op hun talent en de mogelijkheden om beter te kunnen worden. Als de kandidaat doorgelaten wordt, mag hij/zij de tunnel inlopen, waarmee hij/zij toegang krijgt tot The Talent Academy, een academie waarin de kandidaten les krijgen in verschillende vakken, om zich voor te bereiden op een optreden op een groot podium. Wie niet slaagde voor de Kleine Auditie en dus niet werd toegelaten tot The Talent Academy diende via de achterdeur de auditieruimte te verlaten. De opnames van de Kleine Auditie vonden plaats in Studio De Hallen.

### Academy
De kandidaten die worden toegelaten tot The Talent Academy krijgen gedurende 100 dagen les van veertien coaches, die ze op diverse gebieden proberen te ontwikkelen. De kijker ziet de kandidaat door de tunnel lopen, waarbij filmpjes te zien zijn van de lessen. Hierdoor lijkt het voor de kijker alsof de kandidaat een "sprong" maakt door de tijd. De volgende coaches zijn te zien in het programma:
- Esther Pierweijer (hoofdstemcoach)
- Jordan Roy (stemcoach)
- Debrah Jade (stemcoach)
- Vincent Vianen (danscoach)
- Noor Groen (assistent-danscoach)
- Tommie Driessen (styling coach)
- Clayton Leslie (coach visagie)
- Glen Faria (coach A&R)
- Basja Chanowski (mental coach)
- Buffi Duberman (coach Engels)
- Ronny van de Ven (sportcoach)
- Daisy Oppelaar (health Coach)
- René Smit (businesscoach)
- Kaj Gorgels (social media coach)

### Grote Auditie
Na de honderd dagen komen de kandidaten weer uit de tunnel op een groot podium. In een grote tv-studio met publiek doen de kandidaten opnieuw auditie voor de jury, waarbij ze moeten laten zien wat ze in die 100 dagen geleerd hebben. Hiervoor zingen ze opnieuw een nummer, ditmaal met muziek erbij. Na afloop van het optreden bepalen de juryleden welke kandidaten voldoende progressie hebben geboekt en welke niet. De beste kandidaten mogen door naar de Halve Finale. Zowel de Grote Audities als de Halve Finale werden opgenomen in Studio 1 van Endemol in Amsterdam.

## Finalisten
| Winnaar        | Tweede          | Derde | Vierde |
| -------------- | --------------- | ----- | ------ |
| Avanaysa Neida | Anouk Schottink | Rick  | Nelis  |

## Kijkcijfers
| Afl. | Uitzenddatum      | Omschrijving  | Kijkcijfers |
| ---- | ----------------- | ------------- | ----------- |
| 1    | 21 september 2018 | Auditie ronde | 1.078.000   |
| 2    | 28 september 2018 | Auditie ronde | 1.064.000   |
| 3    | 5 oktober 2018    | Auditie ronde | 675.000     |
| 4    | 12 oktober 2018   | Auditie ronde | 876.000     |
| 5    | 19 oktober 2018   | Halve finale  | 767.000     |
| 6    | 26 oktober 2018   | Finale        | 894.000     |